# Bhokar
Bhokar es una ciudad y  municipio situada en el distrito de Nanded en el estado de Maharashtra (India). Su población es de 32 899 habitantes (2011). 

## Demografía
Según el censo de 2011 la población de Bhokar era de 32899 habitantes, de los cuales 17104 eran hombres y 15795 eran mujeres. Bhokar tiene una tasa media de alfabetización del 80,79%, inferior a la media estatal del 82,34%: la alfabetización masculina es del 86,96%, y la alfabetización femenina del 74,11%.